# Jiří Olivier z Wallisu
Jiří Oliver hrabě Wallis, svob. pán z Carighmainu (německy Georg Olivier von Wallis, 8. únor 1673, Vídeň – 19. prosinec 1744, tamtéž) byl rakouský šlechtic ze starého irského rodu Wallisů (Walshů), císařský generál polní maršál, hlavní vojenský velitel Království obojí Sicílie a poslední správce Srbského království (habsburské korunní země).
Ačkoliv byl dobrým vojákem, v historii je spíše znám svou neúspěšnou kampaní a porážkou ve čtvrté, resp. sedmé rusko-rakousko-turecké válce z let 1735/37–1739, v jejímž důsledku habsburská monarchie navždy přišla o všechny oblasti na jih od Sávy, Dunaje a Jižních Karpat, které dvě dekády předtím dobyl Evžen Savojský.

## Život

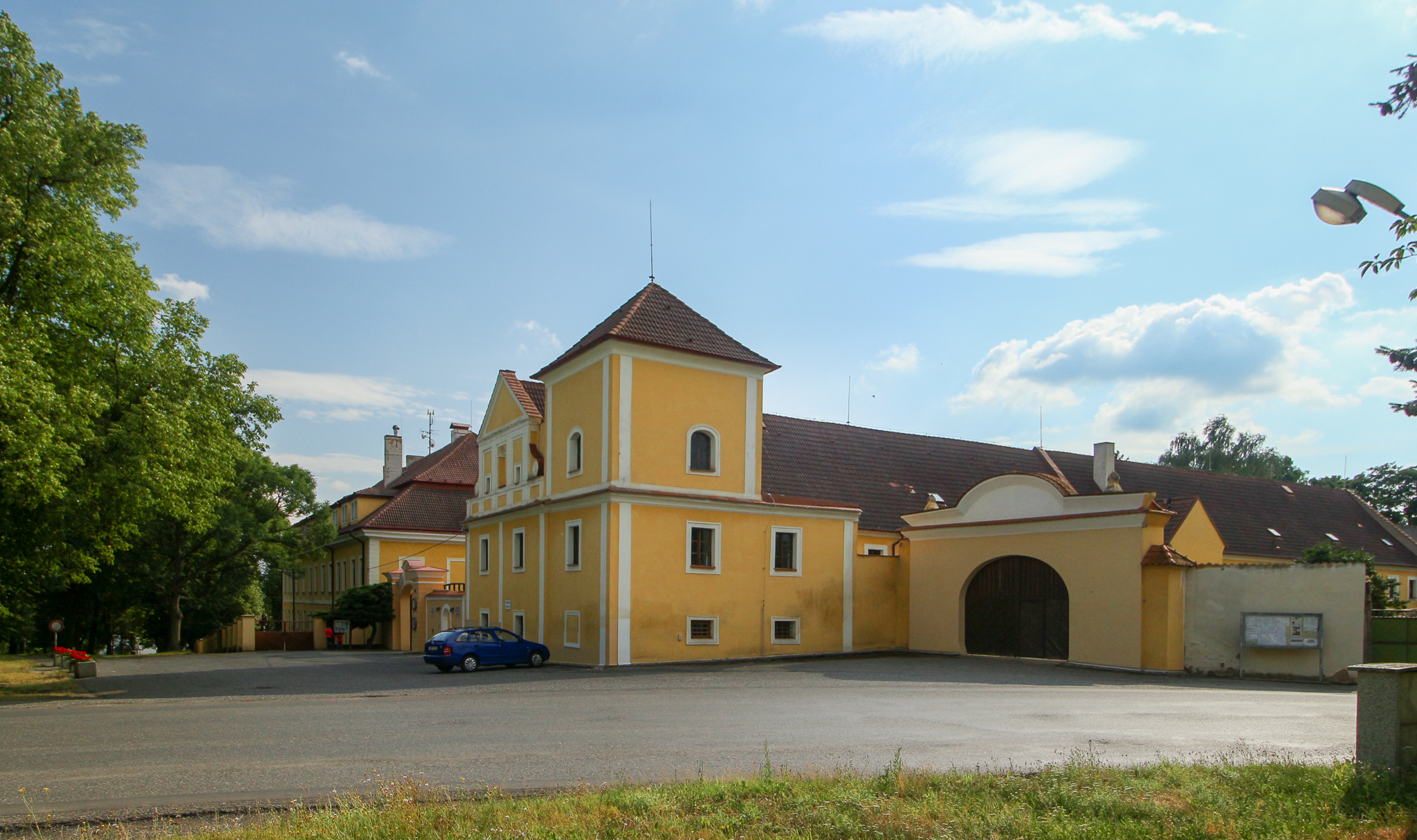
Wallisův zámek Kolešovice

Narodil se ve Vídni jako syn Arnošta Jiřího Oliviera z Wallisu a jeho manželky Marie Magdaleny Alžběty z Attemsu. Měl bratra Františka Pavla.
Pocházel ze starého irského rodu Wallisů (Walshů), jehož jedna větev z důvodu nábožensko-politického pronásledování opustila rodné panství Carighmain (dnes Carrickmines na jižním předměstí Dublinu) a přešla již roku 1612 do císařských služeb.
Díky vojenským úspěchům svého otce Arnošta Jiřího a zejména děda Oliviera, generálmajora a osobního komorníka císaře Leopolda I., měl mladý Jiří Olivier otevřené dveře ke kariéře. V 16 letech přišel jako páže na vídeňský dvůr; o rok později už vstoupil do císařské armády. V roce 1697, již v hodnosti kapitána, bojoval pod Evženem Savojským ve vítězné bitvě u Zenty. Během války o španělské dědictví sloužil v severní Itálii a roku 1707 se účastnil dobytí Neapole. Do roku 1713 se účastnil bitev ve Španělsku. Na konci války dosáhl hodnosti polního podmaršála.
V rakousko-turecké válce bojoval v letech 1716–18 opět pod velením prince Evžena v bitvě u Petrovaradína a o rok později velel třem plukům a byl odeslán do Neapole. Během války čtverné aliance patřil k rakouskému vojsku na Sicílii. Během bitev o Messinu byl raněn a krátce na to byl určen guvernérem této pevnosti až do roku 1727. V letech 1731–1734 byl guvernérem pevnosti Mohuč. V následné válce o polské následnictví bojoval v Itálii proti Francouzům.
Nešťastná rusko-rakousko-turecká válka znamenala zlom v jeho kariéře: během ní se stal nejvyšším velitelem císařských vojsk a jako takový nesl velkou odpovědnost za prohranou rozhodující bitvu u Grocky (1739), po níž musel být s Turky podepsán nevýhodný bělehradský mír. Vzápětí byl Wallis souzen spolu s dalšími veliteli a v únoru 1740 odsouzen k věznění v pevnosti Špilberk. Po nástupu Marie Terezie o osm měsíců později sice omilostněn, nicméně původní vojenské hodnosti již nezískal.
Zbytek života dožil na svých panstvích, především v Kladsku a středozápadních Čechách (Kolešovice, Petrovice, Zavidov a Vysoká Libyně).